# Lambaré
Lambaré (Guaraní Ambare, Land der Schatten, spanisch El Ambare, bzw. nach dem Häuptling Avambare) ist eine Stadt im Departamento Central in der Metropolregion der Landeshauptstadt Paraguays Asunción mit über 200.000 Einwohnern (2016) und Hauptstadt des gleichnamigen Distrito Lambaré.
Lambaré liegt im Süden Asuncións am Río Paraguay und damit nur 3 km von der argentinischen Grenze entfernt.
Eine der Sehenswürdigkeiten ist der Cerro Lambaré: Die höchste Erhebung der Region Asunción liegt an der Stadtgrenze zwischen Asunción und Lambaré, 12 km vom Zentrum Asuncións entfernt. Man hat einen Blick über die Stadt. Auf der Spitze des Cerro Lambaré steht eine Stele. Um diese Stele herum waren der Cacique Lambaré und auch Präsident Alfredo Stroessner überlebensgroß verewigt. 1989, mit dem Sturz Stroessners, wurde auch seine Statue entfernt. Der Cerro Lambaré ist leicht über die Zufahrtsstraße zu erreichen.

## Persönlichkeiten
- Alejandro da Silva (* 1983), Fußballspieler